# Condado de Placer
O condado de Placer (em inglês:  Placer County) é um dos 58 condados do estado americano da Califórnia. Foi incorporado em 1851. A sede do condado é Auburn e a cidade mais populosa é Roseville.

## Geografia
De acordo com o United States Census Bureau, o condado possui uma área de 3 891 km², dos quais 3 644 km² estão cobertos por terra e 247 km² por água.

### Áreas não incorporadas
- Casa Loma[2]
- Cape Horn[2]
- Bowman[2]
- Blue Canyon[2]
- Brockway[2]
- Big Bend[2]
- Baxter[2]
- Applegate[2]
- Alpine Meadows[2]
- Tahoe City[2]

## Demografia
Segundo o censo nacional de 2010, o condado possui uma população de 348 432 habitantes e uma densidade populacional de 95,6 hab/km². Possui 152 648 residências, que resulta em uma densidade de 42 residências/km².
Das 6 localidades incorporadas no condado, Roseville é a mais populosa e também a mais densamente povoada, com 118 788 habitantes e densidade populacional de 1 266 hab/km². Colfax é a menos populosa, com 1 963 habitantes. De 2000 para 2010, a população de Lincoln cresceu 282%, o maior crescimento dos Estados Unidos, e a de Loomis cresceu quase 3%. Apenas uma cidade possui população superior a 50 mil habitantes.